# Hans Fidesser
Hans Fidesser (* 12. März 1899 in Wien; † 22. Januar 1982 in Berlin) war ein österreichischer Opernsänger (Bariton/Tenor) und Schauspieler.

## Leben
Fidesser besuchte das Realgymnasium. Ursprünglich Bankangestellter, erhielt er an der Wiener Musikakademie Gesangsunterricht unter anderem bei E. Mauck. Fidesser debütierte 1922 als Bariton am Stadttheater Plauen. Von 1924 bis 1926 gehörte er zum Ensemble des Nationaltheaters Mannheim.
Geschult von Laurenz Hofer wechselte er in die Stimmlage Tenor. Als solcher gab er 1926 sein Debüt am Elberfelder Theater als Radames in Aida. Von 1927 bis 1931 war er an der Krolloper in Berlin engagiert. Am 19. November 1927 gab er hier in der Eröffnungsvorstellung den Florestan in Fidelio.
Von 1928 bis 1940 gehörte er zum Ensemble der Städtischen Oper Berlin. Am 13. August 1928 wirkte er dort in der Uraufführung der Oper Mondnacht von Julius Bittner mit. Er gastierte häufig an der Staatsoper Berlin, am Deutschen Opernhaus und von 1929 bis 1931 an der Wiener Staatsoper.
Bei den Salzburger Festspielen trat er 1931 als Tamino in der Zauberflöte auf. Von 1931 bis 1939 war er Mitglied des Deutschen Opernhauses in Berlin. Er gastierte 1934 in Amsterdam als Belmonte in Die Entführung aus dem Serail, weitere Gastvorstellungen gab er in Paris und Stockholm.
Zu seinen Bühnenrollen gehörten außerdem Don Ottavio in Don Giovanni, Adolar in Euryanthe, die Titelrolle in Lohengrin, Max in Der Freischütz, José in Carmen, Grieux in Manon, Hoffmann in Hoffmanns Erzählungen, Julien in Louise von Gustave Charpentier, Herzog in Rigoletto, Cavaradossi in Tosca, Lukás in Der Kuß, Pelléas in Pelléas et Mélisande, Offizier in Cardillac und Fremder in Das Wunder der Heliane von Erich Wolfgang Korngold.
Trotz seiner zahlreichen Verpflichtungen wirkte er mehrmals in Spielfilmen mit und übernahm dabei durchweg Hauptrollen. Fidesser war auch ein bedeutender Operettensänger. Nach dem Zweiten Weltkrieg beschränkte er sich auf Gastspiele bei Operettentheatern, anschließend arbeitete er als Gesangspädagoge in Berlin.

## Filmografie
- 1933: Die Blume von Hawaii
- 1941: Hochzeitsnacht
- 1941: Alles für Gloria
- 1943: Lascia cantare il cuore
- 1943: …und die Musik spielt dazu
- 1944: Seine beste Rolle
- 1944: Das Hochzeitshotel
- 1944/48: Im Tempel der Venus
- 1944/49: Der Posaunist
- 1953: Vati macht Dummheiten